# MANCOOSI
El consorcio MANCOOSI (MANaging the COmplexity of the Open Source Infrastructure) es un proyecto financiado por la Unión Europea que tiene como objetivo principal la creación de una estructura sólida y flexible para manejo de paquetes y administración de la librerías en los sistemas operativos basados en UNIX y estandardizar los paquetes dominados actualmente por APT para el DEB y RPM.
Entre los participantes están: Universidad de Diderot, Mandriva, Caixa Mágica, Universidad de Tel Aviv, Pixart SRL, entre otros.